# Mobile Museum of Art
Het Mobile Museum of Art in een Amerikaans museum in het zuiden van de staat Alabama gespecialiseerd in kunstwerken uit het zuiden van de Verenigde Staten, Zuid-Amerika, Europa en niet-westerse kunst.
Het museum is opgericht in 1963 en bevindt zich in het stadspark Langan Park van Mobile. Het museum heeft een eigen collectie van ongeveer 6.400 items. De oppervlakte van het museum is sinds een uitbreiding van 2002 ongeveer 8,826 m2. 